# Лукаш Рібейру душ Сантуш
Лукаш Рібейру (порт. Lucas Ribeiro, нар. 19 січня 1999, Салвадор) — бразильський футболіст, захисник «Віторії» (Салвадор).

## Кар'єра
Вихованець «Віторії» з рідного міста Салвадор. В серпні 2018 року був переведений до основної команди, за яку дебютував 24 серпня 2018 року під час матчу проти «Фламенго» (1:0).